# 波德庫莫克河

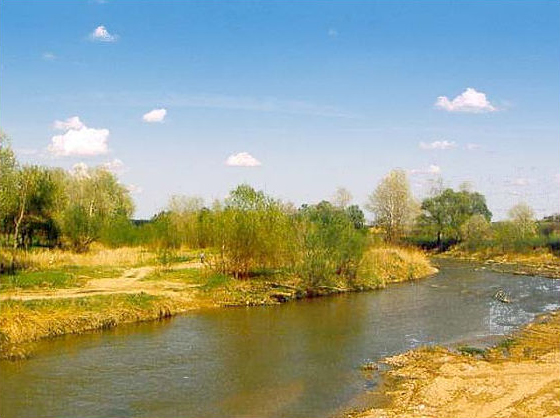
波德庫莫克河

波德庫莫克河是俄羅斯的河流，位於卡拉恰伊-切爾克斯共和國和斯塔夫羅波爾邊疆區，屬於庫馬河的右支流，河道全長160公里，流域面積2,220平方公里，河水用作灌溉，河畔城鎮有基斯洛沃茨克、葉先圖基、皮亚季戈尔斯克和格奧爾吉耶夫斯克。